# (7048) Chaussidon
(7048) Chaussidon est un astéroïde de la ceinture principale.

## Description
(7048) Chaussidon est un astéroïde de la ceinture principale. Il fut découvert le 2 mars 1981 à Siding Spring par Schelte J. Bus. Il présente une orbite caractérisée par un demi-grand axe de 2,91 UA, une excentricité de 0,02 et une inclinaison de 1,7° par rapport à l'écliptique.

## Compléments